# Indian Point 1
Indian Point 1 est une réserve indienne du comté de Northumberland, à l'est de la province canadienne du Nouveau-Brunswick. Elle appartient à la première nation de Metepenagiag.